# Vale de Santiago
 Vale de Santiago  ist ein Ort und eine Gemeinde freguesia im Alentejo in Portugal im Kreis von Odemira, mit einer Fläche von 65,9 km² und 551 Einwohnern (Stand 30. Juni 2011). Dies entspricht einer Bevölkerungsdichte von 8,4 Einw./km². 